# 지식 그래프

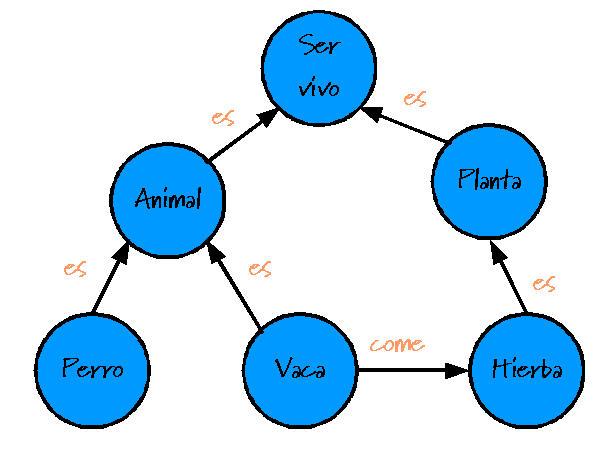

지식 그래프(knowledge graph)는 지식 베이스로 만들어진 그래프이다.
지식 그래프는 개체, 이벤트, 상황 또는 추상적 개념과 같은 개체의 상호 연결된 설명을 저장하는 동시에 사용된 용어의 기본 의미 체계를 인코딩하는 데 자주 사용된다.
시맨틱 웹이 개발된 이후로 지식 그래프는 개념과 엔터티 간의 연결에 중점을 둔 연결된 개방형 is at 데이터 프로젝트와 연결되는 경우가 많다. 또한 구글, 빙, 옉스트(Yext), 야후 등의 검색 엔진과 눈에 띄게 연결되어 사용된다. WolframAlpha, 애플의 시리 및 아마존 알렉사와 같은 지식 엔진 및 질문 응답 서비스, 링크드인 및 페이스북 등의 소셜 네트워크도 마찬가지이다.

## 사례
- 구글 지식 그래프